# جين فلاكس
جين فلاكس (بالإنجليزية: Jane Flax)‏ المولودة في 31 ديسمبر 1948، هي منظرة نسوية أمريكية، حاصلة على الدكتوراه، ومحللة نفسية. تقوم حاليًا بالتدريس في قسم الفلسفة والدين في الجامعة الأمريكية في واشنطن العاصمة، وتمارس التحليل النفسي بشكل خاص.
لديها منظور نقدي مع المواقف الجوهرية للنسوية المختلفة. من خلال تحليل كتابات المفكرين المختلفين، تعكس المؤلفة وتكتب في حوار حول ثلاثة أنماط مهمة من الفكر الغربي المعاصر: التحليل النفسي، والنظريات النسوية، وفلسفات ما بعد الحداثة.

## التعليم
بدأت تعليمها العالي عندما درست النظرية السياسية في بيركلي. انخرطت في حركة الحقوق المدنية ومناهضة حرب فيتنام. كانت مهتمةً بالفكر الاجتماعي الجرماني والعلاقات بين المعرفة والقوة.
خلال سنوات دراساتها العليا في النظرية السياسية والفلسفة بجامعة ييل، بين عامي 1969 و 1974، ظهرت الموجة الثانية من الحركة النسوية في أمريكا الشمالية، حيث كانت مناضلة ضمنها. بتنظيم مجموعات نقاش في مركز المرأة حول النسوية. في جامعة ييل، أصبحت مهتمةً بالتحليل النفسي. شاركت في المجلة النسائية الأمريكية كويست.
انتقلت إلى واشنطن العاصمة عام 1978، حيث كتبت مقالاتها الأولى عن النظرية النسوية.

## المسار المهني
تقول جين فلاكس أن الثقافة الغربية تمر بمرحلة انتقالية. من خلال دراسة التركيبات الجندرية وأنماط التفكير، أو النظرية الوصفية (Metatheory)، التي تدعم تلك التركيبات. تحدد موقع النظرية النسوية في فلسفة ما بعد الحداثة كتحليل للعلاقات الاجتماعية السائلة والتاريخية. تجادل بأن ما بعد الحداثة تبعد الناس عن معتقدات الحقيقة والمعرفة والقوة والذات واللغة من خلال التفكيك.
لقد طورت التحليل النفسي النسوي، جنبًا إلى جنب مع منظرات نسويات أخريات، بحجة أن التحليل النفسي أمر حيوي للمشروع النسوي، وأنه مثل التقاليد النظرية الأخرى، يجب أن تنتقده النساء ويساهمن في إصلاحه، لتحريره من أي أثر للتمييز الجنسي. تتناول منشوراتها بشكل أساسي النظرية النسوية، ونظرية العرق النقدي، والتحليل النفسي، والنظريات السياسية الأوروبية والأمريكية المعاصرة، والفلسفة الأخلاقية، والعلاقات بين العرق والجندر.

### المنشورات
طوال حياتها المهنية ، كتبت جين فلاكس ونشرت مجموعة متنوعة من الكتب ، من بينها:
- شظايا التفكير: التحليل النفسي والنسوية وما بعد الحداثة في الغرب المعاصر (1990).[8](ردمك 84-376-1334-5)
- الموضوعات المتنازع عليها: مقالات عن التحليل النفسي والسياسة والفلسفة (1993).[9]
- الحلم الأمريكي في الأسود والأبيض: كلارنس توماس هيرنغز (1998/1999).[10]
- أصداء العبودية في العرق/العلاقات الجندرية: الظل في قلب السياسة الأمريكية (2010).[11]
- بالإضافة إلى ذلك، كتبت عدة مقالات في الصحف والمجلات المتخصصة.[12]